# Большое Магелланово Облако
Большо́е Магелла́ново О́блако (БМО, англ. LMC) — крупнейшая и самая массивная галактика-спутник Млечного Пути, которая расположена на расстоянии в 50 килопарсек от него. Диаметр галактики составляет 9,9 килопарсек, а масса — 0,6—2⋅1010 M⊙, она содержит около 5 миллиардов звёзд. Абсолютная звёздная величина галактики в полосе V составляет −18,5m, а видимая — 0,4m. Видимые на небе угловые размеры составляют 5,4° на 4,6°, хотя сама галактика простирается на бо́льшую область.
Большое Магелланово Облако часто относят к неправильным галактикам, хотя в нём присутствует некоторая упорядоченность структуры, поэтому вернее его классифицировать как магелланову спиральную галактику. Наиболее заметная часть Большого Магелланова Облака — бар, также присутствуют диск и гало, а спиральная структура хотя и наблюдается, но выражена слабо.
В Большом Магеллановом Облаке известно около 3000 звёздных скоплений, а всего должно быть около 4600 таких объектов. Система звёздных скоплений в Большом Магеллановом Облаке отличается от таковой в Млечном Пути: в Большом Магеллановом Облаке есть объекты, похожие на шаровые скопления нашей Галактики, но гораздо более молодые. Рассеянные же скопления в целом похожи на те, что встречаются в Млечном Пути.
Масса нейтрального атомарного водорода в галактике составляет 7⋅108 M⊙, а молекулярного — 108 M⊙. Газ в Большом Магеллановом Облаке менее сосредоточен в центре, чем звёзды, и наблюдается на более далёких расстояниях от центра. В галактике присутствует самая яркая область H II во всей Местной группе: 30 Золотой Рыбы, также известная как туманность Тарантул. В 1987 году в галактике вспыхнула единственная в ней за историю наблюдений сверхновая SN 1987A — она является ближайшей к нам со времён вспышки сверхновой 1604 года.
Большое Магелланово Облако заметно взаимодействует с нашей Галактикой, спутником которой является, а также с Малым Магеллановым Облаком — совокупность Магеллановых Облаков и окружающих их структур, таких, как Магелланов Поток, называется Магеллановой системой. Взаимодействие между этими галактиками, а также приливное воздействие Млечного Пути заметно повлияли на структуру галактики и историю звездообразования в ней.
Большое и Малое Магеллановы Облака в Южном полушарии известны с древности, в Северном — как минимум, с X века. Своё современное название Магеллановы облака получили в честь Фернана Магеллана, совершившего первое кругосветное плавание в 1519—1522 годах: один из членов команды Магеллана, Антонио Пигафетта, дал описание этим объектам. Большое Магелланово Облако видимо невооружённым глазом, но его можно наблюдать только южнее 20° северной широты.

## Свойства

### Основные характеристики
Большое Магелланово Облако — магелланова спиральная галактика, которая находится на расстоянии в 50 килопарсек от центра Млечного Пути и является одним из его спутников. Наблюдается в созвездии Золотой Рыбы. Большое Магелланово Облако — одна из самых близких галактик к нашей и является самой близкой из легко обнаруживаемых: хотя, например, карликовая галактика в Стрельце находится в 24 килопарсеках от нашей Галактики, она практически не выделяется на фоне звёзд Млечного Пути.
Угловой диаметр Большого Магелланова Облака, измеренный по изофоте 25m на квадратную секунду дуги в фотометрической полосе B, составляет 11,5°, что соответствует линейному размеру в 9,9 килопарсек, но на небе заметна лишь область галактики меньшего размера (см. ниже ). Масса галактики составляет 0,6—2⋅1010 M⊙, она содержит около 5 миллиардов звёзд, что приблизительно в 20 раз меньше, чем в нашей Галактике. Абсолютная звёздная величина галактики в полосе V составляет −18,5m. Таким образом, Большое Магелланово Облако — четвёртая по светимости и размеру галактика Местной группы после галактики Андромеды, Млечного Пути и галактики Треугольника, а также это крупнейший и самый массивный спутник Млечного Пути.
Видимая звёздная величина галактики в полосе V составляет 0,4m, показатель цвета B−V ― 0,52m. Величина межзвёздного поглощения в полосе V для галактики составляет 0,4m, а межзвёздное покраснение в цвете B−V — 0,13m. Плоскость диска галактики наклонена к картинной плоскости на 27―45°, позиционный угол большой полуоси видимого диска галактики составляет 170°. Восточная часть диска Большого Магелланова Облака — ближайшая к Галактике.
Кривая вращения Большого Магелланова Облака достигает максимального значения 71 км/с на расстоянии около 4 килопарсек от центра. Внутренние области совершают один оборот за 250 миллионов лет. Центр вращения галактики не совпадает с её оптическим центром.

### Структура и звёздное население
Большое Магелланово Облако часто относят к неправильным галактикам, хотя в нём присутствует некоторая упорядоченность структуры, поэтому вернее его классифицировать как магелланову спиральную галактику.
Наиболее заметная часть Большого Магелланова Облака — перемычка (бар), положение которой не совпадает с центром диска галактики. Бар содержит относительно молодое звёздное население. Плоская составляющая галактики представлена двумя компонентами: «центральной системой», также содержащей молодое звёздное население, и более протяжённым диском с более старым звёздным населением. Также в Большом Магеллановом Облаке присутствует гало с очень старым звёздным населением: возможно, гало имеет форму, близкую к форме диска, с характерной высотой около 3 килопарсек. Кроме старых звёзд в гало 2 % массы составляют относительно молодые и богатые металлами звёзды.
В Большом Магеллановом Облаке наблюдаются фрагменты спиральной структуры, однако она довольно неупорядоченная и слабо выделяется на фоне окружающих частей галактики. Распределение яркости в диске Большого Магелланова Облака экспоненциальное, а характерный радиус диска составляет 1,5 килопарсека.
Средняя металличность Большого Магелланова Облака составляет −0,30. Нынешний темп звездообразования в галактике — 0,26 M⊙ в год. В Большом Магеллановом Облаке объекты населения II составляют около 1 % полной массы — 1,6⋅108 M⊙, а абсолютная звёздная величина их совокупности равна −15,2m. При этом характерный радиус для распределения объектов населения II больше, чем для всего вещества ― 2,6 килопарсека. Это свидетельствует о том, что зона в галактике, где происходит звездообразование, уменьшалась со временем.

### Звёздные скопления
По теоретическим оценкам, в Большом Магеллановом Облаке всего должно быть около 4600 звёздных скоплений, из них известно около 3000.
Система звёздных скоплений в Большом Магеллановом Облаке отличается от таковой в Млечном Пути. Шаровые скопления, содержащие много звёзд, в нашей Галактике — старые объекты с возрастами более 12 миллиардов лет, в то время как в Большом Магеллановом Облаке есть две группы богатых звёздами скоплений. Одни скопления сходны с шаровыми звёздными скоплениями нашей Галактики: они имеют красный цвет, низкую металличность, в некоторых из них наблюдаются переменные типа RR Лиры — таких объектов в галактике насчитывается 13. Другие скопления имеют более голубой цвет и возрасты менее 1 миллиарда лет: в этом они похожи на рассеянные скопления, но содержат гораздо больше звёзд, имеют большие размеры и формы, близкие к сферическим. Такие объекты называют молодыми населёнными скоплениями (англ. young populous clusters), подобные объекты в Млечном Пути неизвестны. Рассеянные скопления в Большом Магеллановом Облаке в целом похожи на таковые в нашей Галактике.
В Большом Магеллановом Облаке есть шаровые скопления с возрастом более 11,5 миллиардов лет, а также большое количество скоплений моложе 3 миллиардов лет, и практически полностью отсутствуют скопления промежуточного возраста. Старые и молодые скопления разделены и по металличности: у старых эта величина не превышает −1,5, а у молодых она выше −1,0.
Самые молодые звёздные скопления с возрастами менее 4 миллионов лет распределены в диске Большого Магелланова Облака. Более старые скопления, возрастом до 200 миллионов лет, также распределены в диске и показывают некоторую концентрацию к бару. Скопления с возрастами от 200 миллионов лет до 1 миллиарда также чаще встречаются вблизи бара, а ещё более старые скопления распределены в более широкой области, чем все остальные, и не более сконцентрированы у бара, чем в остальных областях.
В среднем, звёздные скопления в Большом Магеллановом Облаке старше, чем в Млечном Пути. Это связано с тем, что в условиях в этой галактике скопления реже взаимодействуют с молекулярными облаками, и, следовательно, разрушаются за более длительный срок. В Большом Магеллановом Облаке средний возраст скоплений составляет 1,1 миллиарда лет, в то время как в Млечном Пути — только 0,2 миллиарда лет.

### Межзвёздная среда
Межзвёздная среда Большого Магелланова Облака состоит из газа с различной температурой и пыли. Масса нейтрального атомарного водорода в галактике составляет 7⋅108 M⊙, а молекулярного — 108 M⊙. Содержание пыли относительно газа в Большом Магеллановом Облаке ниже, чем в нашей Галактике, на порядок.
Газ в Большом Магеллановом Облаке менее сосредоточен в центре, чем звёзды, и наблюдается на более далёких расстояниях от центра. Бо́льшая доля нейтрального водорода располагается во вращающемся диске галактики диаметром 7,3 килопарсека, а часть — перед ним. Также у галактики есть корона, состоящая из горячего газа, подобная той, что наблюдается у Млечного Пути.
За диском Большого Магелланова Облака наблюдается некоторое количество квазаров, которые возможно использовать для изучения межзвёздного поглощения в его диске. Известно, что межзвёздное поглощение в Большом Магеллановом Облаке усиливается в коротких волнах более резко, чем в Млечном Пути. Возможно, это вызвано отличиями в химическом составе.
В Большом Магеллановом Облаке известно как минимум 265 планетарных туманностей, их общее количество оценивается как приблизительно 1000.

#### 30 Золотой Рыбы
30 Золотой Рыбы, также известная как туманность Тарантул — самая яркая область H II в Большом Магеллановом Облаке и во всей Местной группе. Её диаметр составляет около 200 парсек, во всей галактике звездообразование в 30 Золотой Рыбы идёт наиболее активно. Вблизи центра 30 Золотой Рыбы располагается молодое и очень массивное звёздное скопление R136, в котором больше звёзд класса O, чем во всей оставшейся галактике, а концентрация звёзд в нём в 200 раз превышает таковую в типичных OB-ассоциациях. В этом скоплении есть звёзды очень больших масс, в том числе самая массивная из всех известных — R136a1, масса которой составляет 265 M⊙.

### Переменные звёзды
Большинство типов переменных звёзд, известных в Млечном Пути, встречаются и в Большом Магеллановом Облаке. Среди ярчайших звёзд галактики переменность проявляют практически все.
Например, в Большом Магеллановом Облаке известно не менее 1470 цефеид, причём в среднем они более короткопериодичны, чем цефеиды Млечного Пути. По всей видимости, это связано с более низкой металличностью Большого Магелланова Облака, благодаря которой цефеидами могут становиться звёзды меньших масс, чем в нашей Галактике. Переменных типа RR Лиры, по оценкам, в Большом Магеллановом Облаке не менее 10 тысяч, причём их светимости, возможно, систематически отличаются от светимостей таких звёзд в Млечном Пути.

#### Новые и сверхновые
Частота вспышек новых звёзд в Большом Магеллановом Облаке — не менее 0,7 в год, а сверхновые вспыхивают в среднем раз в 100 лет. За историю наблюдений была зарегистрирована лишь одна сверхновая — SN 1987A в 1987 году — она является ближайшей к нам со времён вспышки сверхновой 1604 года. За последние 800 лет в галактике вспыхнули как минимум две сверхновые: кроме SN 1987A известен остаток сверхновой SNR 0540-693. Другие известные остатки сверхновых вспыхнули более давно.

### Рентгеновские и гамма- источники
Горячий газ в Большом Магеллановом Облаке создаёт мягкое рентгеновское излучение. Кроме газа, известно не менее 105 отдельных источников в галактике, из которых 28 определены как остатки сверхновых, 6 ― как рентгеновские двойные, а 20 связаны с OB-ассоциациями.
В 1979 году в галактике наблюдался яркий гамма-всплеск, связанный с остатком сверхновой SNR N49, после которого наблюдался 8-секундный спад. В течение следующих четырёх лет неоднократно наблюдались более слабые и короткие всплески, связанные с тем же источником.
В целом, плотность космического излучения в Большом Магеллановом Облаке сравнима с таковой в нашей Галактике.

### Взаимодействие с другими галактиками
Большое Магелланово Облако является спутником Млечного Пути. На данный момент эта галактика движется относительно центра нашей Галактики со скоростью 293 км/с: радиальная компонента скорости составляет 84 км/с, тангенциальная — 281 км/с. Большое Магелланово Облако движется по орбите с перицентрическим расстоянием в 45 килопарсек и апоцентрическим в 2,5 раза больше, с периодом около 1,5 миллиардов лет.
Кроме того, Большое Магелланово Облако гравитационно связано и заметно взаимодействует с Малым Магеллановым Облаком. Расстояние между галактиками составляет 21 килопарсек, они обращаются друг относительно друга с периодом в 900 миллионов лет. Галактики имеют общую оболочку из нейтрального водорода, а между ними наблюдается «мост» из звёзд и газа — Магелланов Мост. От Магеллановых Облаков к нашей Галактике тянется Магелланов Поток — вытянутая структура из нейтрального водорода. Совокупность этих галактик и их общих структур называется Магеллановой системой.

### Эволюция
По распределению звёздных скоплений по возрастам можно отследить историю звездообразования в галактике. Скопления промежуточного возраста, от 3 до 11,5 миллиардов лет, в галактике практически отсутствуют (см. выше), известен только один такой объект: ESO 121-SC03. Его возраст составляет 8—9 миллиардов лет. Одна из гипотез предполагает, что это скопление сформировалось в Малом Магеллановом Облаке, где темп звездообразования был более равномерным по времени. За последние 4 миллиарда лет темп звездообразования в галактике значительно увеличился. Хотя история формирования звёздных скоплений не вполне отражает историю формирования всех звёзд в скоплении, другие методы, например, измерение количества углеродных звёзд относительно звёзд класса M, подтверждают эти выводы.
На современные параметры Большого Магелланова Облака значительно повлияла история его взаимодействия с нашей Галактикой и с Малым Магеллановым Облаком. Изначально Большое Магелланово Облако представляло собой тонкий диск без бара, но за последние 9 миллиардов лет из-за приливных взаимодействий с этими двумя галактиками в Большом Магеллановом Облаке возник бар и гало, а толщина диска увеличилась. Кроме того, из-за взаимодействия с нашей Галактикой образовался Магелланов Поток — в него вошло около 15 % звёзд и 20 % газа, изначально находившихся в Большом Магеллановом Облаке, хотя возможно также, что Магелланов Поток возник из вещества Малого Магелланова Облака
Вспышка звездообразования, которая привела к формированию массивных звёздных скоплений в последние 3 миллиарда лет, вызвана взаимодействием с Малым Магеллановым Облаком. Другое, менее вероятное объяснение возобновившегося звездообразования состоит в том, что Большое Магелланово Облако изначально было спутником Галактики Андромеды, после чего было захвачено нашей Галактикой и 3 миллиарда лет назад впервые тесно сблизилось с ней. Кроме того, каждый раз, когда Большое Магелланово Облако проходило перицентр в своём движении вокруг Млечного Пути, темп звездообразования в нём временно повышался. Согласно расчётам, в будущем — наиболее вероятный промежуток времени составляет 2,4 миллиарда лет — произойдёт столкновение и слияние Большого Магелланова Облака с нашей Галактикой. Это случится до столкновения Млечного Пути и галактики Андромеды и приведёт к тому, что некоторые параметры Млечного Пути станут более типичными для галактик со сравнимой массой — например, средняя металличность гало возрастёт, как и масса сверхмассивной чёрной дыры в центре Галактики.

## История изучения
Жителям Южного полушария Большое и Малое Магеллановы Облака были известны с древности. Они находили отражение в культурах разных народов: например, некоторые южноамериканские племена представляли их как перья птиц нанду, а австралийские аборигены — как двух великанов, которые иногда спускаются с небес и душат спящих людей.
В Северном полушарии как минимум к X веку н. э. о Магеллановых Облаках было известно Ас-Суфи. Для мореплавателей Магеллановы облака представляли интерес тем, что находятся около Южного полюса мира, вблизи которого нет ярких звёзд.
Своё современное название Магеллановы облака получили в честь Фернана Магеллана, совершившего первое кругосветное плавание в 1519—1522 годах. Один из членов команды Магеллана, Антонио Пигафетта, дал описание этим объектам. Кроме того, Пигафетта верно предполагал, что Магеллановы облака состоят из отдельных звёзд.
В 1847 году Джон Гершель опубликовал каталог 919 отдельных объектов в Большом Магеллановом Облаке с координатами и короткими описаниями. В 1867 году Кливленд Эббе впервые сделал предположение, что Магеллановы Облака — отдельные от Млечного Пути галактики.
С 1904 года сотрудники Гарвардской обсерватории начали открывать цефеиды в Магеллановых Облаках. В 1912 году Генриетта Ливитт, которая также работала в Гарвардской обсерватории, обнаружила для Магеллановых Облаков зависимость между периодом и светимостью для цефеид. Это соотношение в дальнейшем стало играть важную роль в измерении расстояний между галактиками. С 1914 года астрономы Ликской обсерватории начали систематически измерять лучевые скорости эмиссионных туманностей в Магеллановых Облаках. Выяснилось, что все эти объекты имеют большие положительные лучевые скорости — это стало свидетельством в пользу того, что Магеллановы Облака отделены от Млечного Пути. Эти три открытия, а также обнаружение с помощью радиотелескопов нейтрального водорода в Магеллановых Облаках и вокруг них Харлоу Шепли в 1956 году назвал важнейшими достижениями, связанными с Магеллановыми Облаками. Кроме того, Шепли отметил ещё несколько открытий: например, обнаружение различных звёздных населений в Магеллановых Облаках.
Позднее в XX веке также было сделано большое количество открытий: например, был обнаружен Магелланов Поток, открыты рентгеновские источники в Магеллановых Облаках, с помощью космического телескопа IRAS была изучена пылевая составляющая Облаков. Кроме того, в 1987 году в Большом Магеллановом Облаке вспыхнула сверхновая SN 1987A, что также предоставило некоторую информацию об этой галактике. В XXI веке большое количество информации о Большом Магеллановом Облаке предоставили космические телескопы, такие, как Gaia, Спитцер и Хаббл.

## Наблюдения
В средних широтах Северного полушария Большое Магелланово Облако не видно, хотя бы его часть можно наблюдать южнее 20° северной широты. Галактика по большей части находится в созвездии Золотой Рыбы, но малая её часть располагается в созвездии Столовой Горы.
Видимая звёздная величина Большого Магелланова Облака составляет +0,4m, а видимые угловые размеры ― 5,4° на 4,6°. Большое Магелланово Облако можно наблюдать невооружённым глазом даже при некотором световом загрязнении, выглядит оно как туманное пятно овальной формы. Самая яркая часть Большого Магелланова Облака ― бар, его длина составляет 5°, что в 10 раз больше диаметра полной Луны, а ширина — 1°. При использовании бинокля или небольшого телескопа становятся заметны более тусклые периферийные области галактики.
В Большом Магеллановом Облаке находится как минимум 114 объектов Нового общего каталога. Среди них — туманность Тарантул, которая выделяется на фоне других деталей галактики: некоторые детали её структуры различимы при наблюдении даже в телескоп с апертурой 100 мм. В телескоп с диаметром объектива 150 мм можно видеть множество отдельных туманностей и звёздных скоплений галактики. При использовании телескопа с апертурой 200 мм хорошо видны такие объекты, как NGC 1714 — эмиссионная туманность небольших размеров, вблизи которой располагается более тусклая туманность NGC 1715. В рассеянном скоплении NGC 1755 разрешимы самые яркие звёзды на фоне туманного свечения, создаваемого более тусклыми звёздами. Можно увидеть эмиссионную туманность NGC 1763, в пределах 9 минут дуги от которой располагаются ещё три более тусклых туманности — NGC 1760, NGC 1769 и NGC 1773, а также ещё одну подобную группу, даже более тесную, которая состоит из туманностей NGC 1962, NGC 1965, NGC 1966 и NGC 1970. Кроме того, видны шаровые скопления NGC 1835 и NGC 2019 и сверхскопление NGC 1850, в котором можно различить около 50 отдельных звёзд. Наконец, можно заметить рассеянные скопления NGC 2100, где возможно различить некоторые детали структуры и отдельные звёзды, и NGC 2214.

### Комментарии
1. ↑  Расстояние от этой галактики до Солнца также составляет 50 килопарсек[3].
2. ↑  Металличность {\displaystyle {\ce {[Fe/H]}}} соответствует доле элементов тяжелее гелия, равной {\displaystyle {\ce {Z = 10^{[Fe/H]}}}} солнечной[23].